# Natálie Kotková
Natálie Kotková (* 11. února 1994 Ústí nad Labem) je česká modelka a blogerka.

## Život
Natálie Kotková se narodila 11. února 1994. V roce 2016 se stala Českou Miss World. Měří 173 cm a váží 47 kg. Její míry jsou 85–60–89 (v centimetrech). Její přítel je zpěvák skupiny Slza, Petr Lexa. Mezi její koníčky patří jóga, street dance, cestování, longboarding, snowboarding a surfování.
V roce 2020 je společně s Agátou Hanychovou a Jitkou Nováčkovou jednou z moderátorek na MALL.TV v pořadu Mall Boxing. Účastnice Survivor Česko & Slovensko 2025.